# Uteun Kot
Uteun Kot is een bestuurslaag in het regentschap Lhokseumawe van de provincie Atjeh, Indonesië. Uteun Kot telt 6658 inwoners (volkstelling 2010).